# (4848) Toutânkhamon
Pour les articles homonymes, voir Toutânkhamon (homonymie).
(4848) Toutânkhamon, désignation internationale (4848) Tutenchamun, est un astéroïde de la ceinture principale.

## Description
(4848) Toutânkhamon est un astéroïde de la ceinture principale. Il fut découvert par Cornelis Johannes van Houten et Tom Gehrels le 30 septembre 1973 à l'observatoire Palomar. Il présente une orbite caractérisée par un demi-grand axe de 3,1426 UA, une excentricité de 0,1289 et une inclinaison de 6,38° par rapport à l'écliptique.
Il fut nommé en hommage à Toutânkhamon, onzième pharaon de la XVIIIe dynastie.

## Compléments